# غاتانغ
غاتانغ (بالإنجليزية: Gatang)‏ هي منطقة سكنية تقع في الصين في منطقة التبت.